# NGC 3870
NGC 3870 је лентикуларна галаксија у сазвежђу Велики медвед која се налази на NGC листи објеката дубоког неба.
Деклинација објекта је + 50° 12' 2" а ректасцензија 11h 45m 56,6s. Привидна величина (магнитуда) објекта NGC 3870 износи 12,4 а фотографска магнитуда 13,4. Налази се на удаљености од 17,0000 милиона парсека од Сунца. NGC 3870 је још познат и под ознакама UGC 6742, MCG 8-22-1, MK 186, CGCG 268-81, IRAS 11432+5028, PGC 36686.